# Orobanche multicaulis
Orobanche multicaulis là loài thực vật có hoa thuộc họ Cỏ chổi. Loài này được Brandegee mô tả khoa học đầu tiên năm 1916.